# Algoritm genetic
Algoritmii genetici sunt tehnici adaptive de căutare euristică, bazate pe principiile geneticii și ale selecției naturale, enunțate de Darwin ("supraviețuiește cel care e cel mai bine adaptat"). Mecanismul este similar procesului biologic al evoluției. Acest proces posedă o trăsătură prin care numai speciile care se adaptează mai bine la mediu sunt capabile să supraviețuiască și să evolueze peste generații, în timp ce acelea mai puțin adaptate nu reușesc să supraviețuiască și cu timpul dispar, ca urmare a selecției naturale. Probabilitatea ca specia să supraviețuiască și să evolueze peste generații devine cu atât mai mare cu cât gradul de adaptare crește, ceea ce în termeni de optimizare înseamnă că soluția se apropie de optim.
Un algoritm genetic este un model informatic care emulează modelul biologic evoluționist pentru a rezolva probleme de optimizare ori căutare. Acesta cuprinde un set de elemente individuale reprezentate sub forma unor șiruri binare (populația) și un set de operatori de natură biologică definiți asupra populației. Cu ajutorul operatorilor, algoritmii genetici manipulează cele mai promițătoare șiruri, evaluate conform unei funcții obiectiv, căutând soluții mai bune. Algoritmii genetici au început să fie recunoscuți ca tehnici de optimizare odată cu lucrările lui John Holland.
Algoritmii genetici sunt considerați de specialiști o aplicație a inteligenței artificiale.
Ca aplicații practice, algoritmii genetici sunt cel mai adesea utilizați în rezolvarea problemelor de optimizare, planificare ori căutare. Condiția esențială pentru succesul unei aplicații cu agenți inteligenți este ca problema de rezolvat să nu ceară obținerea soluției optime, ci să fie suficientă și o soluție apropiată de optim.